# Capillitium

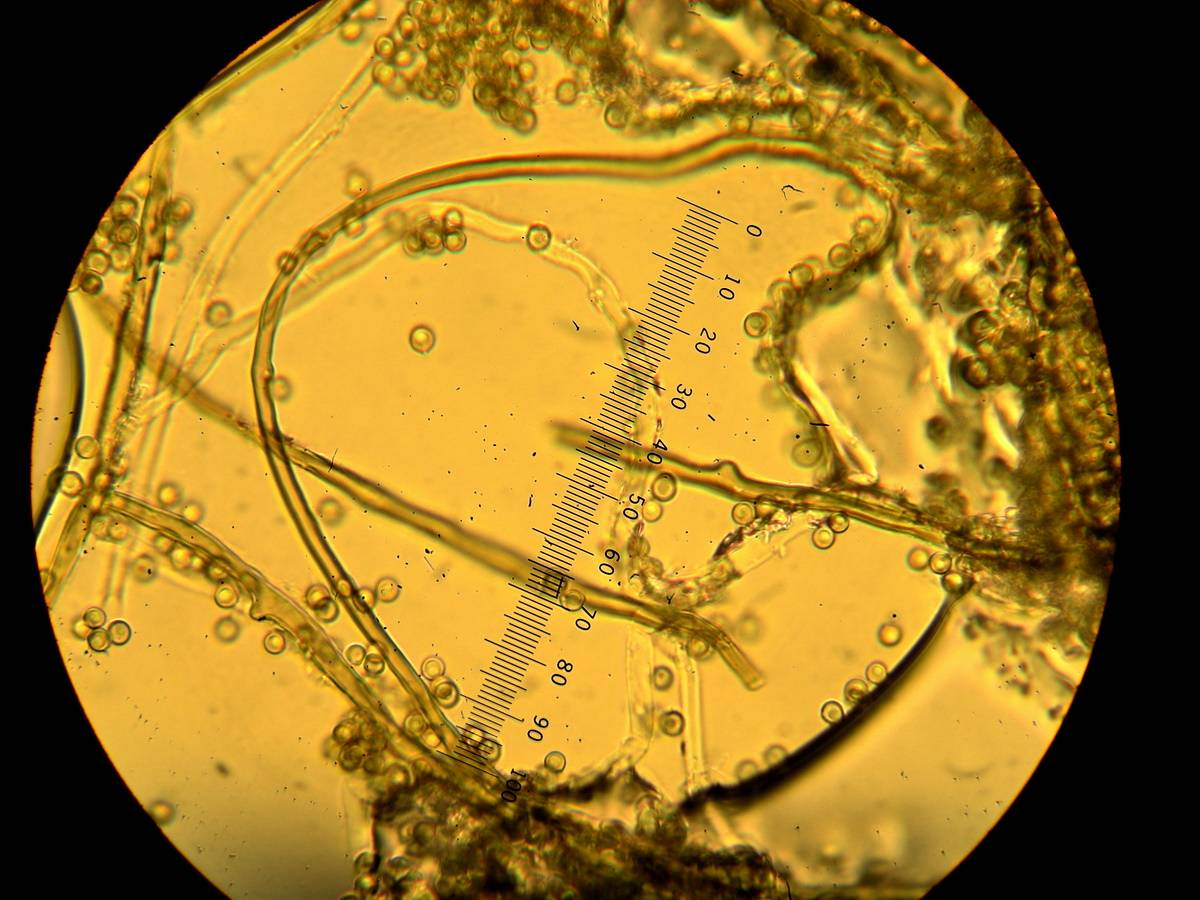
Fils capillaires et spores de la gleba de la vesse de loup Lycoperdon echinatum

Capillitium (pl. capillitia) est une masse de fibres stériles à l'intérieur d'un sporocarpe intercalé entre des spores. On le trouve dans les Mycétozoaires (moisissures visqueuses) et les champignons gastéroïdes de la subdivision fongique des Agaricomycètes. Chez les champignons, la forme des capillitia, notamment la forme, la taille, les ramifications, la présence ou l'absence de fentes ou de pores, l'épaisseur des parois et la couleur, sont des caractéristiques qui peuvent être utilisées pour identifier certaines espèces ou genres.